# 村井家住宅 (青森県南部町)
村井家住宅（むらいけじゅうたく）は、青森県三戸郡南部町に所在する古民家。主屋は国の登録有形文化財となっている。

## 概要
青い森鉄道三戸駅の駅前通りに面して建つ、木造2階建、擬石モルタル仕上げ。建築面積144平方メートル、1923年 (大正12年) 竣工。東京の遠藤氏によって設計された。関東大震災の直後で資材が入手しにくく、関西経由の建材も使用された。また当時、村井氏が製材所を営業していたことからアメリカから船で運ばれた米松も使用された。玄関庇を幾何学模様とし、その上部に屋根窓を載せる。屋根はＬ字型にマンサード風の妻面が見せる特異な形態で、正面妻壁は3連アーチ窓とし、全体はセセッション風の意匠。外観は洋風だが、2階道路側に唯一の洋間がある以外は全て和室。2007年 (平成19年) 7月31日、登録有形文化財となった
。

## 現地情報

### 所在地
- 青森県三戸郡南部町大字大向字泉山道48-4

### 交通アクセス
- 青い森鉄道三戸駅より徒歩1分

### 公開
- 非公開